# Wigton, West Yorkshire
Wigton var en civil parish från 1866 till 1937 då den blev en del av Harewood och Leeds, i grevskapet West Riding of Yorkshire (nu West Yorkshire), i England. Denna civil parish hade 282 invånare år 1931.